# Sidensnäcka
Sidensnäcka (Euomphalia strigella) är en snäckart som först beskrevs av Draparnaud 1801.  Sidensnäcka ingår i släktet Euomphalia, och familjen hedsnäckor. IUCN kategoriserar arten globalt som livskraftig. Enligt den finländska rödlistan är arten nära hotad i Finland. Arten är reproducerande i Sverige. Artens livsmiljö är hagmarker och lövängar.